# Ezz-Eddine Zoulficar
Ezz-Eddine Zoulficar (arabe : عز الدين ذو الفقار, ‘Ezz ed-Dīn Zū l-Fiqār), né le 28 octobre 1919 au Caire et mort le 1er juillet 1963 dans la même ville, est un acteur, réalisateur, scénariste et producteur égyptien.
Il est connu pour son style particulier, qui mêle romance et action. Il est largement considéré comme l'un des cinéastes les plus influents de l'âge d'or du cinéma égyptien. En seize ans de carrière, il a réalisé plus de 30 longs métrages, dont beaucoup sont encore largement regardés et étudiés au XXIe siècle,.

## Filmographie

### Réalisateur
- 1947 : Abou Zeid el Hilali
- 1947 : Le Prisonnier des ténèbres
- 1947 : Tout le monde chante
- 1948 : Immortalité
- 1949 : Elle possède quelques sous
- 1949 : Vacances en enfer
- 1950 : Je suis le passé
- 1952 : Demandez-le à mon cœur
- 1953 : Le Train de nuit
- 1953 : Doute mortel
- 1953 : Rendez-vous avec la vie
- 1953 : L'Enfant du quartier
- 1953 : Wafaa
- 1954 : La Danse de l'adieu
- 1954 : Plus fort que l'amour
- 1954 : Rendez-vous avec le bonheur
- 1955 : Le Rivage des souvenirs
- 1955 : Je pars
- 1955 : L'Absente
- 1955 : Plus cher que la prunelle de mes yeux
- 1956 : Monsieur fuit l'amour
- 1956 : Nuit blanche
- 1957 : Port-Saïd
- 1957 : Le Chemin de l'espoir
- 1957 : Rends-moi mon âme (ar)
- 1958 : La Rue de l'amour
- 1958 : Une femme sur la route (ar)
- 1959 : Le Deuxième Homme
- 1959 : Parmi les décombres (ar)
- 1960 : Les Filles et l'été
- 1960 : Fleuve d'amour
- 1962 : Rendez-vous dans la tour
- 1962 : Les Cierges noirs

### Producteur
- 1954 : Vite que je me marie
- 1959 : Le Deuxième Homme
- 1959 : Parmi les décombres
- 1960 : Ange et démon
- 1960 : Le Lien sacré
- 1961 : Sans larmes
- 1962 : Les Cierges noirs
- 1962 : Combat héroïque

### Acteur
- 1947 : Abou Zeid el Hilali
- 1947 : Tout le monde chante
- 1948 : Immortalité
- 1957 : Port-Saïd